# Eocalypogeia schusterana
Eocalypogeia schusterana är en bladmossart som först beskrevs av S.Hatt. et Mizut., och fick sitt nu gällande namn av Rudolf Mathias Schuster. Eocalypogeia schusterana ingår i släktet Eocalypogeia och familjen Calypogeiaceae. Inga underarter finns listade i Catalogue of Life.